# Adelophryne patamona
Adelophryne patamona är en groddjursart som beskrevs av MacCulloch, Lathrop, Kok, Minter, Khan och Barrio-Amoros 2008. Adelophryne patamona ingår i släktet Adelophryne och familjen Eleutherodactylidae. IUCN kategoriserar arten globalt som otillräckligt studerad. Inga underarter finns listade i Catalogue of Life.

## Bildgalleri